# 야나이즈역 (기후현)
야나이즈역(일본어: 柳津駅)은 일본 기후현 기후시에 위치한 나고야 철도 다케하나선의 철도역이다. 역 번호는 TH 02이며, 단선 승강장 1면 1선의 구조를 갖춘 지상역이다.

## 타는 곳
| ■ 다케하나선 | 하행 | 신하시마 방면                |
| ■ 다케하나선 | 상행 | 가사마쓰 · 메이테쓰기후 방면 |

## 이용 현황
- 2013년 기준 : 3,435명

## 역 주변
- 기후 시 야나이즈 지역 진흥 사무소

## 인접 역
| 나고야 철도 다케하나선           | 나고야 철도 다케하나선 | 나고야 철도 다케하나선       |
| -------------------------------- | ---------------------- | ---------------------------- |
| TH 01 니시카사마쓰 가사마쓰 방면 | ■ 다케하나선           | 미나미주쿠 TH 03 에기라 방면 |